# カワリアガマ属
カワリアガマ属（Xenagama）は、爬虫綱有鱗目トカゲ亜目アガマ科に属する属の1つ。模式種はシャベルカワリアガマ。属名からゼノガマと呼ばれることもある。

## 分布
エチオピア、ソマリア

## 形態
全長は大型になるシャベルカワリアガマの方が最大でも10cm程度と小型。体色は褐色で白く細かい斑点が入ることもある。
頭部は大型で尾は短い。中でも特徴的なのは尾の形状で、根元が扇状に広がり棘状の鱗が並ぶ。扇状の幅はテイラーカワリアガマの方が全長に対しては広くなる。この尾は巣穴に隠れた時に蓋にすると考えられている。形態や生態から昔はトゲオアガマ属に含まれていたが、現在ではトゲオアガマ属とは分類としては離れていると考えられている。
唇から喉元までが青く染まる個体がいる。

## 生態
砂漠や乾燥した草原に生息する。昼行性で日光浴を好む。地面に巣穴を掘り、外敵に襲われると穴の中へ逃げる。
食性は雑食性で昆虫類、節足動物、小型爬虫類、植物の葉、花等を食べる。繁殖形態は卵生。

## 分類
分類・和名は中井(2024)を参考。
- Xenagama batillifera (Vaillant, 1882) シャベルカワリアガマ
- Xenagama taylori (Parker, 1935) テイラーカワリアガマ
- Xenagama wilmsi Wagner, Mazuch & Bauer, 2013 ウィルムスカワリアガマ
- Xenagama zonura (Boulenger, 1895) アラハダカワリアガマ

## 人間との関係
ペット用として輸入されることがある。繁殖個体は少ないが、飼育下での繁殖例もある。